# Nuoto ai Giochi della XVII Olimpiade - Staffetta 4x100 metri stile libero femminile
La competizione della staffetta 4x100 metri stile libero femminile di nuoto ai Giochi della XVII Olimpiade si è svolta nei giorni 2 e 3 settembre 1960 allo stadio Olimpico del Nuoto di Roma.

## Programma
| Data        | Round      | Note                           |
| ----------- | ---------- | ------------------------------ |
| 2 settembre | 2 Batterie | I migliori 8 tempi alla finale |
| 3 settembre | Finale     |                                |

## Risultati

### Batterie
| Pos. | Nazione       | Atleti                  | Tempo Indiv | Tempo  | Posizione |
| ---- | ------------- | ----------------------- | ----------- | ------ | --------- |
| 1    | Stati Uniti   | Donna de Varona         | 1'06"5      | 4'18"9 | 2         |
| 1    | Stati Uniti   | Susan Doerr             | 1'04"3      | 4'18"9 | 2         |
| 1    | Stati Uniti   | Sylvia Ruuska           | 1'05"2      | 4'18"9 | 2         |
| 1    | Stati Uniti   | Molly Botkin            | 1'02"9      | 4'18"9 | 2         |
| 2    | Gran Bretagna | Natalie Steward         | 1'06"9      | 4'24"4 | 5         |
| 2    | Gran Bretagna | Beryl Noakes            | 1'07"5      | 4'24"4 | 5         |
| 2    | Gran Bretagna | Judy Samuel             | 1'05"7      | 4'24"4 | 5         |
| 2    | Gran Bretagna | Christine Harris        | 1'04"3      | 4'24"4 | 5         |
| 3    | Svezia        | Inger Thorngren         | 1'05"5      | 4'27"3 | 6         |
| 3    | Svezia        | Karin Larsson           | 1'07"2      | 4'27"3 | 6         |
| 3    | Svezia        | Kristina Larsson        | 1'07"2      | 4'27"3 | 6         |
| 3    | Svezia        | Bibbi Segerström        | 1'07"4      | 4'27"3 | 6         |
| 4    | Italia        | Daniela Beneck          | 1'09"3      | 4'31"8 | 7         |
| 4    | Italia        | Rosanna Contardo        | 1'08"6      | 4'31"8 | 7         |
| 4    | Italia        | Maria Cristina Pacifici | 1'08"1      | 4'31"8 | 7         |
| 4    | Italia        | Paola Saini             | 1'05"8      | 4'31"8 | 7         |
| 5    | Giappone      | Yoshiko Satō            | 1'05"9      | 4'35"9 | 10        |
| 5    | Giappone      | Eiko Wada               | 1'09"4      | 4'35"9 | 10        |
| 5    | Giappone      | Kimiko Ezaka            | 1'09"1      | 4'35"9 | 10        |
| 5    | Giappone      | Hitomi Jinno            | 1'11"5      | 4'35"9 | 10        |
| 6    | Messico       | Eulalia Martínez        | 1'09"2      | 4'43"1 | 11        |
| 6    | Messico       | Silvia Belmar           | 1'11"7      | 4'43"1 | 11        |
| 6    | Messico       | Blanca Barrón           | 1'13"2      | 4'43"1 | 11        |
| 6    | Messico       | María Luisa Souza       | 1'09"0      | 4'43"1 | 11        |

| Pos. | Nazione          | Atleti               | Tempo Indiv | Tempo  | Posizione |
| ---- | ---------------- | -------------------- | ----------- | ------ | --------- |
| 1    | Australia        | Sandra Morgan        | 1'05"5      | 4'17"6 | 1         |
| 1    | Australia        | Alva Colquhoun       | 1'02"5      | 4'17"6 | 1         |
| 1    | Australia        | Ruth Everuss         | 1'05"4      | 4'17"6 | 1         |
| 1    | Australia        | Lorraine Crapp       | 1'04"2      | 4'17"6 | 1         |
| 2    | Ungheria         | Anna Temesvári       | 1'07"2      | 4'22"2 | 3         |
| 2    | Ungheria         | Mária Frank          | 1'05"6      | 4'22"2 | 3         |
| 2    | Ungheria         | Katalin Boros        | 1'06"0      | 4'22"2 | 3         |
| 2    | Ungheria         | Csilla Madarász      | 1'03"4      | 4'22"2 | 3         |
| 3    | Germania         | Christel Steffin     | 1'06"5      | 4'24"2 | 4         |
| 3    | Germania         | Heidi Pechstein      | 1'05"6      | 4'24"2 | 4         |
| 3    | Germania         | Gisela Weiß          | 1'06"7      | 4'24"2 | 4         |
| 3    | Germania         | Ursel Brunner        | 1'05"4      | 4'24"2 | 4         |
| 4    | Unione Sovietica | Irina Lyakhovskaya   | 1'09"0      | 4'31"9 | 8         |
| 4    | Unione Sovietica | Ulvi Voog            | n/d         | 4'31"9 | 8         |
| 4    | Unione Sovietica | Galina Sosnova       | n/d         | 4'31"9 | 8         |
| 4    | Unione Sovietica | Marina Shamal        | 1'05"9      | 4'31"9 | 8         |
| 5    | Francia          | Héda Frost           | 1'07"3      | 4'35"2 | 9         |
| 5    | Francia          | Annie Caron          | 1'10"1      | 4'35"2 | 9         |
| 5    | Francia          | Colette Libourel     | 1'09"8      | 4'35"2 | 9         |
| 5    | Francia          | Marie-Laure Gaillot  | 1'08"0      | 4'35"2 | 9         |
| -    | Paesi Bassi      | Hennie van der Velde | -           | Squal. |           |
| -    | Paesi Bassi      | Jopie Troost         | -           | Squal. |           |
| -    | Paesi Bassi      | Sieta Posthumus      | -           | Squal. |           |
| -    | Paesi Bassi      | Cocki van Engelsdorp | -           | Squal. |           |

### Finale
| Pos.    | Nazione          | Atleti                  | Tempo Indiv | Tempo  |
| ------- | ---------------- | ----------------------- | ----------- | ------ |
| Oro     | Stati Uniti      | Joan Spillane           | 1'02"5      | 4'08"9 |
| Oro     | Stati Uniti      | Shirley Stobs           | 1'03"5      | 4'08"9 |
| Oro     | Stati Uniti      | Carolyn Wood            | 1'02"0      | 4'08"9 |
| Oro     | Stati Uniti      | Chris von Saltza        | 1'00"9      | 4'08"9 |
| Argento | Australia        | Dawn Fraser             | 1'00"6      | 4'11"3 |
| Argento | Australia        | Ilsa Konrads            | 1'03"2      | 4'11"3 |
| Argento | Australia        | Lorraine Crapp          | 1'04"7      | 4'11"3 |
| Argento | Australia        | Alva Colquhoun          | 1'02"8      | 4'11"3 |
| Bronzo  | Germania         | Christel Steffin        | 1'05"6      | 4'19"7 |
| Bronzo  | Germania         | Heidi Pechstein         | 1'04"7      | 4'19"7 |
| Bronzo  | Germania         | Gisela Weiß             | 1'05"4      | 4'19"7 |
| Bronzo  | Germania         | Ursel Brunner           | 1'04"0      | 4'19"7 |
| 4       | Ungheria         | Anna Temesvári          | 1'07"1      | 4'21"2 |
| 4       | Ungheria         | Mária Frank             | 1'05"0      | 4'21"2 |
| 4       | Ungheria         | Katalin Boros           | 1'05"9      | 4'21"2 |
| 4       | Ungheria         | Csilla Madarász         | 1'03"2      | 4'21"2 |
| 5       | Gran Bretagna    | Natalie Steward         | 1'05"3      | 4'24"6 |
| 5       | Gran Bretagna    | Beryl Noakes            | 1'06"2      | 4'24"6 |
| 5       | Gran Bretagna    | Judy Samuel             | 1'06"5      | 4'24"6 |
| 5       | Gran Bretagna    | Christine Harris        | 1'06"6      | 4'24"6 |
| 6       | Svezia           | Inger Thorngren         | 1'05"5      | 4'25"1 |
| 6       | Svezia           | Karin Larsson           | 1'06"1      | 4'25"1 |
| 6       | Svezia           | Kristina Larsson        | 1'07"6      | 4'25"1 |
| 6       | Svezia           | Bibbi Segerström        | 1'05"9      | 4'25"1 |
| 7       | Italia           | Paola Saini             | 1'05"5      | 4'26"8 |
| 7       | Italia           | Anna Maria Cecchi       | 1'06"8      | 4'26"8 |
| 7       | Italia           | Rosanna Contardo        | 1'07"8      | 4'26"8 |
| 7       | Italia           | Maria Cristina Pacifici | 1'06"7      | 4'26"8 |
| 8       | Unione Sovietica | Irina Lyakhovskaya      | 1'08"4      | 4'29"0 |
| 8       | Unione Sovietica | Ulvi Voog               | 1'07"0      | 4'29"0 |
| 8       | Unione Sovietica | Galina Sosnova          | 1'08"2      | 4'29"0 |
| 8       | Unione Sovietica | Marina Shamal           | 1'05"4      | 4'29"0 |